# BeamNG.drive
BeamNG.drive is een voertuigsimulatie computerspel ontwikkeld en uitgegeven door de in Bremen gebaseerde computerspelontwikkelaar BeamNG. De game heeft unieke soft-body physics en is op 29 mei 2015 uitgebracht op Steam in vroegtijdige toegang voor Microsoft Windows.

## Ontwikkeling
Op 28 mei 2012 heeft BeamNG een YouTube-video uitgebracht met de titel "Revolutionary soft-body in CryEngine3". Oorspronkelijk zou BeamNG.drive gebouwd worden op CryEngine 3, maar door de talloze bugs met race games en deze engine is besloten om verder te gaan met Torque3d. BeamNG.drive is sterk afhankelijk van codering in Lua.
De website van BeamNG, beamng.com, werd op 8 mei 2012 geopend om iedereen op de hoogte te houden van nieuwe ontwikkelingen van de simulator.
Men kon vanaf 12 februari 2014 stemmen op de game in Steam Greenlight en kreeg acht dagen later het groene licht tot de Steam Store.
Op 29 mei 2015 werd de game uitgegeven als Steam Early Access.
Op 15 juni 2018 kondigde BeamNG een samenwerking aan met Camshaft Software, de ontwikkelaar van de voertuig-tycoon Automation, waarna ze op 13 juli 2018 een gezamenlijke promotionele actie aanboden voor beide spellen. In een update is de Automation Test Track omgeving toegevoegd, gesitueerd in Nieuw-Zeeland (waar Camshaft Software gevestigd is).

## Gameplay
BeamNG.drive biedt zes spelmodi en een circuitbouwer:
1. Campaigns: enkele missies die variëren in complexiteit, moeilijkheidsgraad en doelen
2. Scenarios: een verzameling van kleine, aan elkaar gerelateerde scenario's met een overkoepelend thema waaronder een politieachtervolging, een off-road uitdaging of een dragrace, en nog veel meer
3. Freeroam: waarbij de speler verschillende voertuigen kan besturen in een omgeving naar keuze
4. Time Trials: waarbij de speler het voertuig, de omgeving en de route kiest en binnen de kortste tijd de route probeert af te leggen
5. Bus Routes: waarin de speler plaats neemt achter het stuur van een bus (Wentward DT40L) en "passagiers" langs een route brengt
6. Light Runner: wat in wezen een tijdrit is, maar in een retrofuturistische neongekleurde omgeving die doet denken aan films zoals Tron
7. Track Builder: hiermee kan de speler zijn eigen circuits bedenken en bouwen voor zowel de Light Runner modus voor in Freeroam. Men kan ook de circuits delen op BeamNG's site

Het spel gebruikt zijn soft-body physics om de rijdynamiek te regelen, maar ook om botsingen tussen verschillende voertuigen en objecten te simuleren.

### Physics
BeamNG.drive maakt gebruik van een real-time, soft-body dynamics fysica structuur om de voertuigen te simuleren. Er zijn speciale, extra efficiënte algoritmen geschreven voor het uitvoeren van de fysica-vergelijkingen. Voertuigen in het spel bestaan uit een soft-body, node-beam structuur, vergelijkbaar met de voertuigstructuur in Rigs of Rods. De physics engine simuleert een netwerk van onderling verbonden punten en balken die samen een onzichtbaar skelet van een voertuig vormen met realistische massa's en gewichten. Met behulp van de soft-body physics vervormen en buigen voertuigen op een realistische wijze, als er spanningen op het skelet, zoals impact van botsingen, worden toegepast. De engine van de game berekent constant fysica-vergelijkingen en -problemen in real-time tijdens het spelen van het spel.

## Ontvangst
Jack Stewart van BBC zei dat BeamNG.drive "interesse heeft gekregen van de filmindustrie om voertuigstunts te modelleren, zodat de stunts grondig kunnen worden getest en uitgeprobeerd - maar goedkoop - voordat een stuntman een auto kapot maakt op de set." Polygon's Nick Robinson prees de gesimuleerde physics en ondersteuning voor inhoud gemaakt door de gebruikers, waarna hij een doorlopende videoreeks voor Polygon, 'Car Boys', creëerde, waarin hij en Griffin McElroy elke week nieuwe BeamNG.drive inhoud onder de aandacht brachten.